# De verdwenen DC-8
De verdwenen DC-8 (Frans: Un DC.8 a disparu) is het achttiende album uit de Franco-Belgische strip Tanguy en Laverdure van Jean-Michel Charlier (scenario) en Jijé (tekening).
Het verhaal verscheen in voorpublicatie in het Franse stripblad Pilote. In 1973 werd het verhaal in albumvorm uitgegeven bij Dargaud. In het Nederlands verscheen het verhaal meteen in albumvorm en dit in 1976.   
Dit was het tweede deel van een tweeluik dat voorafgegaan werd door gevaarlijke opdracht. 

## Het verhaal
De DC-8 met aan boord de Franse toeristen die uit Sarrakat geëvacueerd worden is gekaapt voor Ulla Lindström, de Zweedse schone, samen met haar landgenoot Karl Orlsen. Ze leiden het vliegtuig terug om naar Sarrakat, naar de rebellen. Ze neemt contact op met Azraf, de toeristen worden vrijgelaten in ruil voor de Mirages. Ulla is ook de enige die weet dat de vrouw van Azraf en hun zoontje ook bij de passagiers was. Ze gaat naar Azraf om te onderhandelen. Laverdure is de eerste die vermoedt dat Ulla helemaal niet zo onschuldig is als ze lijkt. Nu ze erover nadenken zijn er al verschillende zaken fout gegaan in de aanwezigheid van Ulla.
Ulla komt aan en zegt dat Nadine Karl Olsen, net degene die het vliegtuig kaapte, in vertrouwen nam over haar identiteit. Hij eist 2 miljoen dollar in diamanten in ruil voor zijn stilzwijgen tegen Abbott, de rebellenleider. Azraf geeft haar de diamanten en zij besluit hiermee te vluchten. Michel en Ernest brengen de Mirages naar de rebellen. Bij hun terugkeer kunnen ze met het vliegtuig van Ulla haar onderscheppen nog voor ze de grens bereikt heeft. Ulla weet echter te ontsnappen en bereikt de rebellen opnieuw. Zij stellen voor om zich voor te doen als Nadine om zo Azraf in de val te lokken. De overdracht wordt haar echter fataal als een laagvliegende Michel haar met zijn wiel raakt. De Mirages, die voor de overdracht gesaboteerd storten neer op het rebellenkamp en zorgen voor een vernietiging. Azraf en Nadine worden verenigd. 